# This Is... Brenda
| Recensione | Giudizio |
| ---------- | -------- |
| AllMusic   | [ 1 ]    |

This Is...Brenda è il terzo album di Brenda Lee, pubblicato dalla Decca Records nell'ottobre del 1960. I brani del disco furono registrato al Bradley Film & Recording Studio di Nashville, Tennessee (Stati Uniti) nelle date indicate nella lista tracce.

## Tracce
Lato A
1. When My Dreamboat Comes Home – 2:11 (Cliff Friend, David Franklin) – Registrato il 31 agosto 1960
2. I Want to Be Wanted – 3:00 (Kim Gannon, Pino Spotti, Alberto Testa) – Registrato il 28 marzo 1960
3. Just a Little – 2:23 (Betty Logan Chotas) – Registrato il 27 marzo 1960
4. Pretend – 2:50 (Lew Douglas, Cliff Parman, Frank La Vere, Dan Belloc) – Registrato il 1º settembre 1960
5. Love and Learn – 2:06 (Earl Sinks, Bobby Montgomery) – Registrato il 28 marzo 1960
6. Teach Me Tonight – 2:58 (Sammy Cahn, Gene De Paul) – Registrato il 1º settembre 1960

Lato B
1. Hallelujah I Love Him So – 2:20 (Ray Charles) – Registrato il 31 agosto 1960
2. Walkin' to New Orleans – 2:30 (Fats Domino, Dave Bartholomew, Robert Guidry) – Registrato il 31 agosto 1960
3. Blueberry Hill – 2:27 (Al Lewis, Larry Stock, Vincent Rose) – Registrato il 1º settembre 1960
4. We Three (My Echo, My Shadow and Me) – 3:29 (Dick Robertson, Nelson Cogane, Sammy Mysels) – Registrato il 30 agosto 1960
5. Build a Big Fence – 2:23 (Chuck Taylor) – Registrato il 27 marzo 1960
6. If I Didn't Care – 2:40 (Jack Lawrence) – Registrato il 1º settembre 1960

## Musicisti
A1, B1 e B2
- Brenda Lee - voce solista
- Hank Garland - chitarra
- Grady Martin - chitarra
- Floyd Cramer - pianoforte
- Harold Bradley - chitarra-basso
- Bob Moore - contrabbasso
- Buddy Harman - batteria

A2 e A5
- Brenda Lee - voce solista
- Hank Garland - chitarra
- Floyd Cramer - pianoforte
- Boots Randolph - sassofono
- Sconosciuti - sezione strumenti ad arco
- Grady Martin - chitarra basso
- Bob Moore - contrabbasso
- Buddy Harman - batteria
- Anita Kerr Singers - accompagnamento vocale, cori

A3 e B5
- Brenda Lee - voce solista
- Hank Garland - chitarra
- Grady Martin - chitarra
- Floyd Cramer - pianoforte
- Boots Randolph - sassofono
- Sconosciuti - sezione strumenti ad arco
- Harold Bradley - chitarra-basso
- Bob Moore - contrabbasso
- Buddy Harman - batteria
- Anita Kerr Singers - accompagnamento vocale, cori

A4, A6, B3 e B6
- Brenda Lee - voce solista
- Hank Garland - chitarra
- Grady Martin - chitarra
- Floyd Cramer - pianoforte
- Boots Randolph - sassofono
- Sconosciuti - sezione strumenti ad arco
- Harold Bradley - chitarra-basso
- Bob Moore - contrabbasso
- Buddy Harman - batteria
- Anita Kerr Singers - accompagnamento vocale, cori

B4
- Brenda Lee - voce solista
- Hank Garland - chitarra
- Grady Martin - chitarra
- Floyd Cramer - pianoforte
- Harold Bradley - chitarra-basso
- Bob Moore - contrabbasso
- Buddy Harman - batteria